# Солнечное (платформа)
Со́лнечное — железнодорожная платформа Октябрьской железной дороги на участке Санкт-Петербург — Выборг между станцией Белоостров и платформой Репино в Курортном районе Санкт-Петербурга. Находится рядом с посёлком Солнечное.

## История
Платформа О́ллила (Ollila), была открыта в 1906 году, названная по имени землевладельца Олафа (Олли) Улльберга, который и вложился в её строительство. Так же стал называться и посёлок, расположенный недалеко от станции.
1 октября 1948 года, когда посёлок Оллила переименовали в Солнечное, была также переименована и сама железнодорожная платформа.
В 2008—2009 годах, во время массовой реконструкции платформ Выборгского направления, был построен надземный пешеходный переход между платформами.